# École de la Salpêtrière (hypnose)

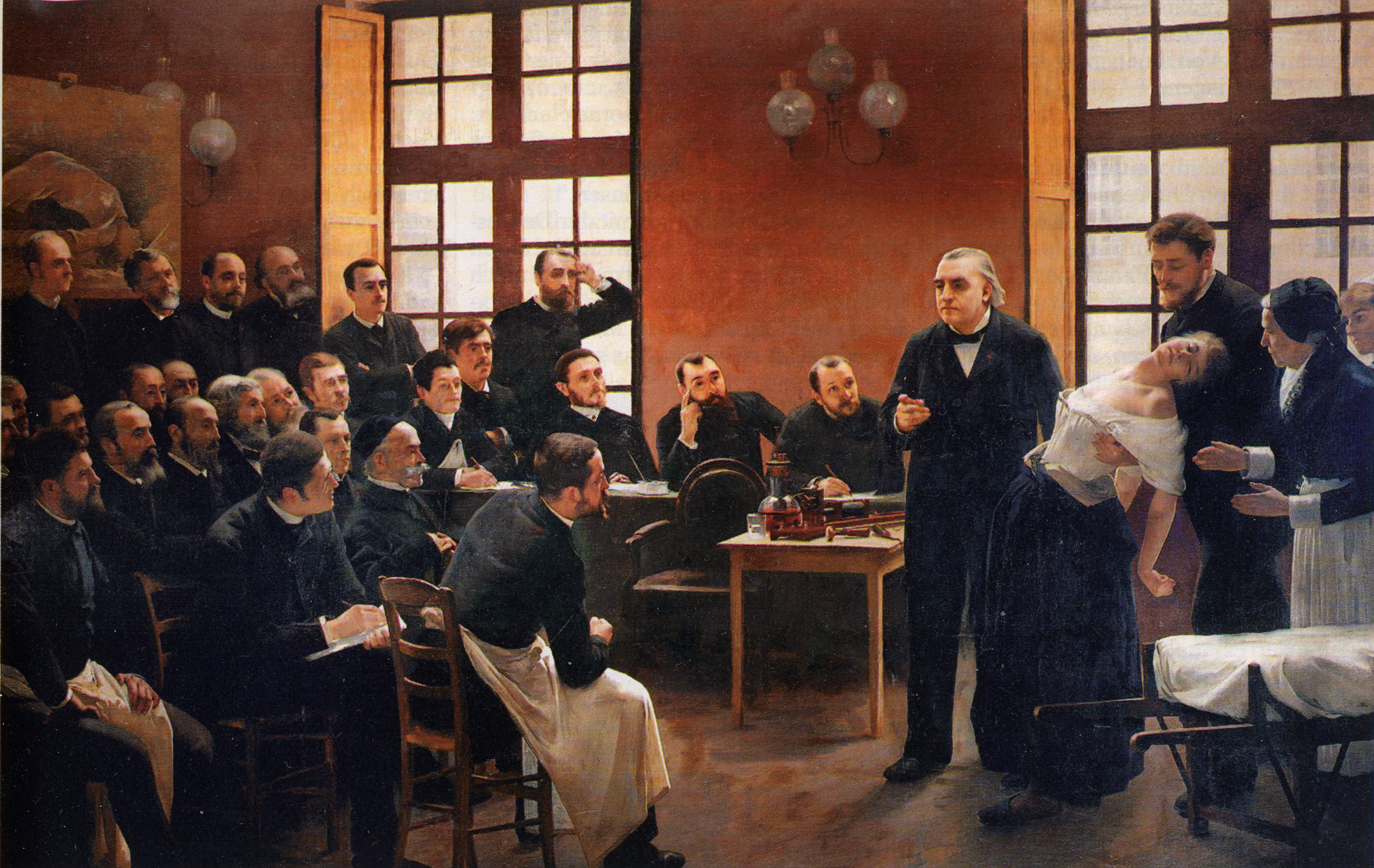
Une leçon clinique à la Salpêtrière, tableau d'André Brouillet, 1887.

Vous lisez un « article de qualité » labellisé en 2009.
Pour les articles homonymes, voir École de la Salpêtrière.
L'École de la Salpêtrière, aussi appelée École de Paris, est, avec l'École de Nancy, l'une des deux grandes écoles ayant participé à l'« âge d'or » de l'hypnose en France de 1882 à 1892. Elle est basée à l'hôpital de la Salpêtrière. Le chef de file de cette école, le neurologue Jean-Martin Charcot, contribue à réhabiliter l'hypnose comme sujet d'étude scientifique en la présentant comme un fait somatique propre à l'hystérie. Charcot utilise également l'hypnose comme méthode d'investigation, pensant mettre ses patientes hystériques dans un « état expérimental » permettant de reproduire et d'interpréter leurs symptômes.
Les travaux de la Salpêtrière introduisent également une nouvelle vision des phénomènes hystériques. Charcot ne considère plus les malades hystériques comme des simulatrices et découvre, à la surprise générale, que l'hystérie n'est pas le privilège des femmes. Enfin, Charcot rattache l'hystérie aux phénomènes de paralysies post-traumatiques, établissant les bases d'une théorie du traumatisme psychique.
Parmi les collaborateurs de Charcot considérés comme les membres de l'École de la Salpêtrière, on compte notamment Joseph Babinski, Paul Richer, Alfred Binet, Charles Féré, Pierre Janet, Georges Gilles de La Tourette, Achille Souques, Jules Cotard, Pierre Marie, Gilbert Ballet, Paul Regnard, Désiré-Magloire Bourneville, Ferdinand Bottey, Paul Brémaud et Amédée Dumontpallier. Les travaux de l'École de la Salpêtrière ont une influence importante sur la plupart des grands cliniciens de l'époque, tels Sigmund Freud, Eugen Bleuler ou Joseph Delbœuf.
Au terme des polémiques qui l'opposent à Hippolyte Bernheim et aux autres membres de l'École de Nancy, Charcot est accusé d'avoir opéré à la manière d'un montreur de foire, dressant ses patientes aux comportements théâtraux qu'il rapporte à l'hypnose. Après sa mort en 1893, la pratique de l'hypnotisme décline dans les milieux médicaux et se voit frappée d'interdit par les fondateurs de la psychologie expérimentale et de la psychanalyse.

## Contexte historique

### Magnétisme animal et émergence de l'hypnose

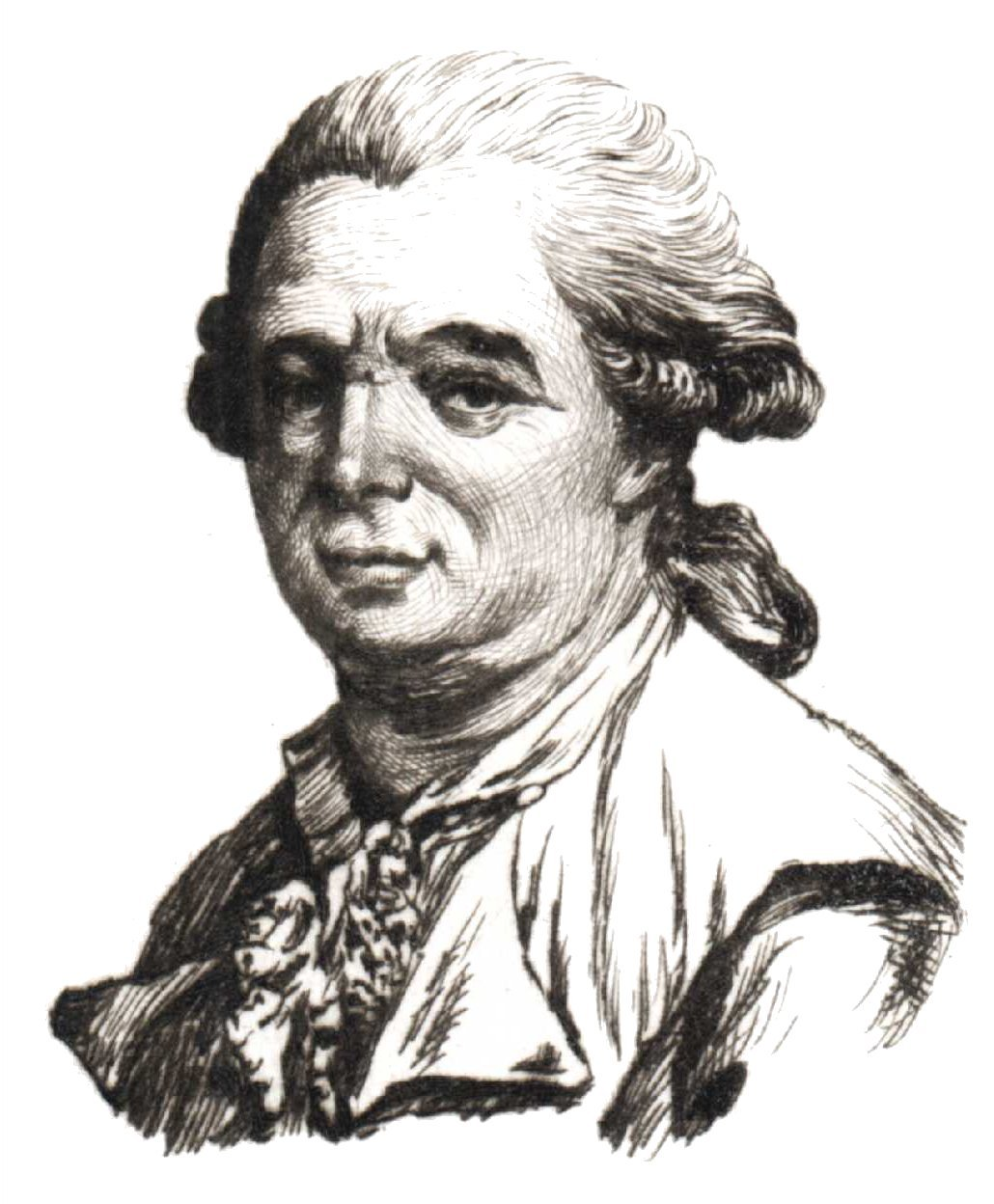
Franz-Anton Mesmer

Depuis l'élaboration théorique du magnétisme animal en 1773 par Franz-Anton Mesmer, les différentes tendances de la « médecine magnétique » combattent en vain pour être reconnues et institutionnalisées. En France, le magnétisme animal est introduit par Mesmer en 1778 et fait l'objet de plusieurs condamnations officielles, notamment en 1784 et en 1842, date à laquelle l'Académie des Sciences décide de ne plus s'intéresser aux phénomènes « magnétiques ». Cela n'empêche pas un grand nombre de médecins de l'utiliser, notamment en milieu hospitalier, parmi lesquels Charles Deslon, Jules Cloquet, Alexandre Bertrand, le Professeur Husson, Léon Rostan, François Broussais, Étienne-Jean Georget, Didier Berna et Alphonse Teste. Dans d'autres pays d'Europe, le magnétisme animal, qui ne fait pas l'objet d'une telle condamnation, est pratiqué par des médecins tels David Ferdinand Koreff, Christoph Wilhelm Hufeland, Karl Alexander Ferdinand Kluge, Karl Christian Wolfart, Karl Schelling, Justinus Kerner, James Esdaile et John Elliotson.
Le terme « hypnotique » apparaît dans le Dictionnaire de l'Académie française en 1814 et les termes « hypnotisme », « hypnose », « hypnoscope », « hypnopole », « hypnocratie », « hypnoscopie », « hypnomancie » et « hypnocritie » sont proposés par Étienne Félix d'Henin de Cuvillers sur la base du préfixe « hypn » dès 1820. Le Dictionnaire étymologique des mots français tirés du grec, par M. Morin ; seconde édition par M. Guinon, 2 vol in-8°, Paris, 1809, et le Dictionnaire universel de Boiste, admettent les expressions « hypnobate », « hypnologie », « hypnologique », « hypnotique ». Mais il est généralement admis que c'est plus tard, dans les années 1840, que le médecin écossais James Braid fait la transition entre le magnétisme animal et l'hypnose. En 1841, Braid assiste à une démonstration du magnétiseur public Charles Lafontaine et en 1843 il publie Neurhypnologie, Traité du sommeil nerveux ou hypnotisme. Les théories de Braid reprennent pour l'essentiel la doctrine des magnétiseurs imaginationnistes français tels Jose Custodio da Faria et Alexandre Bertrand. Braid reproche cependant à Bertrand d'expliquer les phénomènes magnétiques par une cause mentale, les pouvoirs de l'imagination, alors que lui les explique par une cause physiologique, la fatigue des centres nerveux liée à la paralysie de l'appareil oculaire. Son apport consiste surtout à proposer une nouvelle méthode de fascination fondée sur la concentration du regard sur un objet brillant, méthode censée produire des effets plus constants et plus rapides que les anciens procédés des magnétiseurs, et une théorie reposant sur la notion de fatigue mentale. Pour lui, l'hypnose est un état de concentration mentale durant lequel les facultés de l'esprit du patient sont tellement accaparées par une seule idée qu'il devient indifférent à toute autre considération ou influence. Braid utilise notamment sa méthode pour obtenir l'anesthésie lors d'interventions chirurgicales. À cette époque, on n'utilise pas encore l’éther en anesthésiologie. Découvert en 1818 par Michael Faraday, l'éther n'est utilisé pour la première fois qu'en 1846, par le dentiste américain William Morton.
Vers 1848, Ambroise-Auguste Liébeault, encore jeune interne en chirurgie, commence lui aussi à s'intéresser au magnétisme animal. Influencé par les magnétiseurs Charles Lafontaine et Jules Dupotet de Sennevoy, il commence à endormir des jeunes femmes.
Le 5 décembre 1859, le chirurgien Alfred Velpeau rend compte devant l'Académie des sciences d'une intervention pratiquée sous anesthésie hypnotique selon la méthode de Braid au nom de trois jeunes médecins, Eugène Azam, Paul Broca et Eugène Follin. Ces derniers ont pratiqué la veille à l'hôpital Necker l'opération d'une tumeur anale sous anesthésie hypnotique. L'opération, très douloureuse par nature, se passe sans que la patiente ne donne aucun signe de douleur. L'année suivante, Joseph Durand (de Gros) publie son Cours théorique et pratique du Braidisme, ou hypnotisme nerveux.
En 1864, Liébeault s'installe à Nancy comme guérisseur philanthrope, guérissant des enfants avec de l'eau magnétisée et par l'imposition des mains. Son intérêt pour le magnétisme animal a été ravivé par la lecture des travaux de Velpeau et Azam. Il apparaît comme un marginal à une époque où le magnétisme animal est complètement discrédité par l'académie lorsqu'il publie en 1866, dans l'indifférence générale, Du sommeil et des états analogues considérés surtout du point de vue de l'action du moral sur le physique.
En 1870, le philosophe Hippolyte Taine présente une introduction aux théories de Braid dans son De l'Intelligence. En 1880, un neurologue de Breslau, Rudolf Heidenhain, impressionné par les réalisations du magnétiseur public Carl Hansen, adopte sa méthode et publie un livre sur le magnétisme animal. En Autriche, le neurologue Moritz Benedikt fait également l'expérience de l'hypnose, suivi par le médecin Josef Breuer.

### Charcot et la Salpêtrière

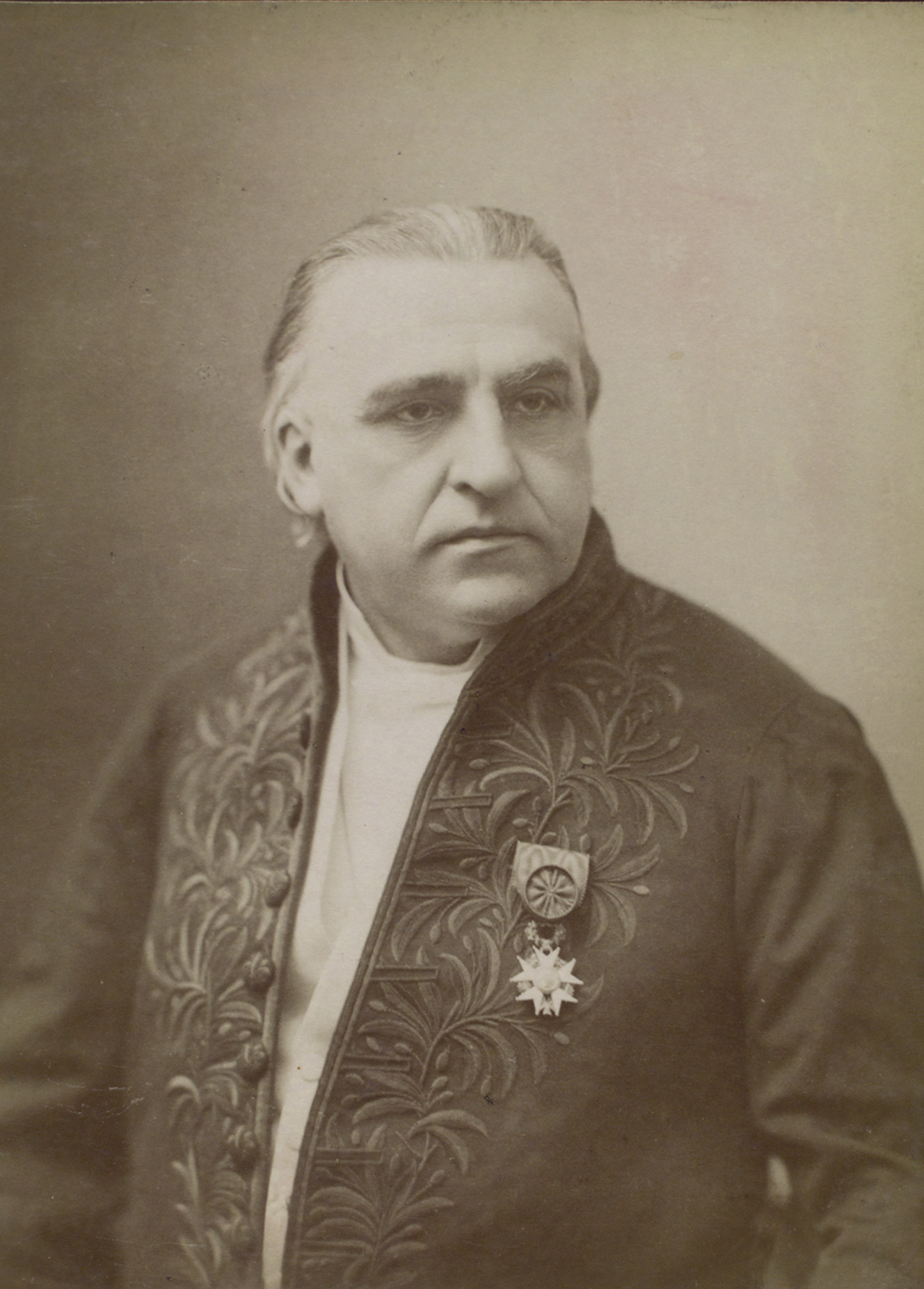
Jean Martin Charcot (1825-1893).

En 1852, Jean Martin Charcot effectue son internat à l'Hôpital de la Salpêtrière qui, depuis 1849, sert d'asile pour cinq mille vieilles femmes pauvres. Charcot remarque que la Salpêtrière héberge de nombreux malades souffrant de maladies nerveuses rares ou inconnues et constitue donc un excellent terrain de recherches cliniques. La thèse de médecine que Charcot soutient en 1853 constitue une étape importante dans l'histoire de la rhumatologie en ce qu'elle différencie les mécanismes de la goutte de ceux des rhumatismes.
En 1862, Charcot est nommé médecin chef de l'un des plus grands services de la Salpêtrière. Dans les années 1860, il est rejoint par Joseph Babinski, qui devient son élève préféré. Entre 1862 et 1870, Charcot fait une série de découvertes qui font de lui le plus grand neurologue de son époque. Il décrit la sclérose en plaques avec Alfred Vulpian en 1868, la sclérose latérale amyotrophique, dite « maladie de Charcot », l'ataxie locomotrice avec les arthropathies particulières qu'elle entraîne, dites « arthropathies de Charcot », les localisations cérébrales et médullaires, les hémorragies intra-cérébrales avec Charles Bouchard (« micro-anévrysmes de Charcot et Bouchard »), ainsi que l'aphasie. Les recherches de Charcot sont fondées en grande part sur l'utilisation systématique de la méthode anatomo-clinique, qu'il définit comme « l'étude soigneuse des symptômes associée à la constatation du siège anatomique des lésions après la mort ».
En 1866, Charcot commence un cours sur les maladies des vieillards, les maladies chroniques, l'anatomie et la physiologie du système nerveux qu'il ouvre au public à partir de 1879. L'année suivante, il ouvre également au public la consultation externe de la Salpêtrière.

### Travaux sur l'hystérie
Au cours des années 1850 et 1860, l'hystérie devient un sujet d'intérêt croissant pour les médecins parisiens tels Charles Lasègue ou Pierre Briquet.
En 1870, Charcot obtient la responsabilité d'un service spécial réservé à un grand nombre de femmes souffrant de convulsions - hystériques, épileptiques et « hystéro-épileptiques » - et donne sa première leçon sur l'hystérie. Contrairement à Lasègue ou Briquet, Charcot n'appartient pas à la tradition des aliénistes qui, depuis Philippe Pinel et Jean-Étienne Esquirol, ont traditionnellement la charge de ces patientes. Avec lui, l'hystérie devient une affaire de neurologues. Il cherche à établir les critères qui permettent de distinguer les convulsions épileptiques des convulsions hystériques. Pour cela, il reprend la méthodologie qui s'était révélée féconde dans ses recherches en neurologie et qui consiste à distinguer des cas pathologiques spécifiques en choisissant comme cas typiques ceux qui comportent le plus grand nombre de symptômes possibles et en considérant les autres cas comme des formes incomplètes. En 1872, Charcot obtient la chaire d'anatomie pathologique, laissée libre par Vulpian et, la même année, il est élu à l'académie de médecine.
Le 18 juillet 1876, Charcot, Jules Bernard Luys et Amédée Dumontpallier sont membres d'une commission nommée par Claude Bernard pour étudier les expériences de métalloscopie (détermination du métal auquel la malade hystérique est sensible) et de métallothérapie (thérapeutique interne découlant de l'affinité révélée par les applications externes des métaux) du médecin Victor Burq,. Burq avait découvert que des métaux placés sur le corps d'hystériques, ou même à distance, et ce à l'insu des intéressées, suscitait chez elles des réactions physiologiques, nerveuses, musculaires et psychiques plus ou moins constantes. Dans leurs rapports publiés en 1877 et 1878, Charcot, Luys et Dumontpallier reconnaissent que l'application externe des métaux modifie certains symptômes de l'hystérie,.
Sur les instructions de son maître Guillaume Duchenne de Boulogne, pionnier dans l’utilisation de l’électricité comme instrument d'expérimentations physiologiques, Charcot développe un laboratoire d'électrothérapie à la Salpêtrière. Charcot est également à l'origine de la création du laboratoire photographique de la Salpêtrière, qui permet de constituer, entre 1875 et 1879, la fameuse iconographie photographique de la Salpêtrière, qui fixe les symptômes et est accompagnée de descriptions cliniques détaillées. À partir de 1878, Charcot commence la phase expérimentale de ses travaux sur l'hystérie avec Paul Richer, Paul Regnard et Raymond Vigouroux, utilisant l'action des métaux, des aimants et de l'électricité sur les patients hystériques.

## L'hystérie et l'hypnose

### La Grande hystérie

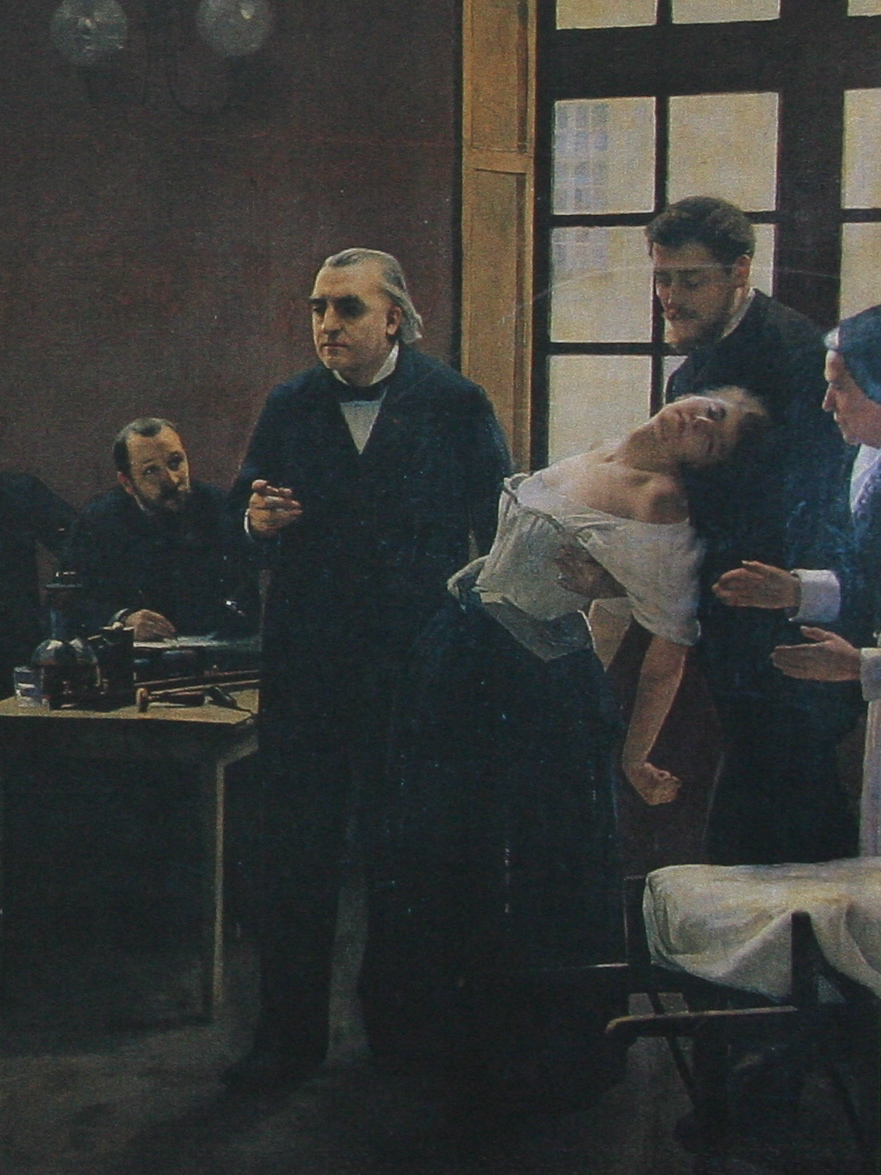
Détail de la toile d'André Brouillet montrant Blanche Wittmann en crise avec Jean-Martin Charcot (à gauche) et Joseph Babinski (à droite)

En 1878, Charcot commence à étudier l'hypnose, probablement sous l'influence de son collègue Charles Richet, qui a publié en 1875 un article sur « Le somnambulisme provoqué ». Durant l'été 1878, il commence à utiliser l'hypnose comme technique expérimentale pour l'étude de l'hystérie. L'hypnotisme représente pour lui la part expérimentalisable de la névrose, dont il devient possible d'étudier les manifestations à loisir en reproduisant les symptômes des hystériques en dehors des crises.
Charcot communique les résultats de ses recherches à l'Académie des sciences le 13 février 1882. Cette même année, dans Sur les divers états nerveux déterminés par l'hypnotisation chez les hystériques, il réhabilite l'hypnose comme sujet d'étude scientifique en la présentant comme un fait somatique propre à l'hystérie. Charcot pense ainsi avoir caractérisé l'hypnose de façon objective par des signes physiques et surtout neurologiques non simulables. Comme le souligne Pierre Janet, Charcot réalise un tour de force en faisant reconnaître l'hypnotisme par l'académie qui l'avait condamné à trois reprises sous le nom de magnétisme animal. Pour Charcot et les membres de son école, « un individu hypnotisable est souvent un hystérique, soit actuel, soit en puissance, et toujours un névropathe, c'est-à-dire un sujet à antécédents nerveux héréditaires susceptibles d'être développés fréquemment dans le sens de l'hystérie par les manœuvres de l'hypnotisation ».
Charcot assimile l'hystérie à l'hypnose, seule la cause - spontanée ou provoquée - les différenciant. Il décrit les trois stades successifs de ce qu'il appelle le « grand hypnotisme » ou la « grande hystérie » :
- La léthargie, obtenue en pressant sur les paupières du sujet, durant laquelle le sujet reste inerte (ses muscles sont flasques et sa respiration profonde et précipitée) tout en manifestant une « hyperexcitabilité neuro-musculaire ». Le moindre contact sur le muscle, le tendon ou le nerf dont il est tributaire provoque une contracture ;
- La catalepsie, obtenue en rouvrant les yeux du sujet (ou en faisant résonner un gong), durant laquelle le sujet prend les poses qu'on lui donne et « transfère » à volonté les contractures du côté du corps où l'on applique un aimant ;
- Le somnambulisme, obtenu en frictionnant le sommet du crane du sujet, durant lequel le sujet parle et bouge normalement ;
- Le sujet fait preuve d'une amnésie totale au réveil.

Selon Charcot, l'attaque de la Grande Hystérie se déroule selon des lois « valables pour tous les pays, pour tous les temps, universelles par conséquent ».
À partir de 1882, année où il obtient la création de la chaire de clinique des maladies du système nerveux, Charcot effectue de nombreuses leçons publiques à la Salpêtrière, auxquelles médecins et intellectuels de toute l'Europe se pressent pour pouvoir observer les phénomènes qu'il met en scène. Guy de Maupassant, Alphonse Daudet, Émile Zola et les frères Goncourt assistent à ces séances. Certaines des patientes hystériques de Charcot, telles Justine Etchevery, Rosalie Leroux, Jane Avril ou Blanche Wittmann, surnommée « la reine des hystériques », deviennent aussi célèbres que des actrices de théâtre. Dans ces présentations cliniques de patientes à la Salpêtrière, Charcot reproduit leurs symptômes sous hypnose, les faisant passer par les trois états de la grande hystérie.
La pièce dans laquelle ont lieu les séances publiques de Charcot est « une grande salle, espèce de musée, dont les murailles, voire le plafond, sont ornés d'un nombre considérable de dessins, de peintures, de gravures, de photographies figurant tantôt des scènes à plusieurs personnages, tantôt un seul malade nu ou vêtu, debout, assis ou couché, tantôt une ou deux jambes, une main, un torse, ou tout autre partie du corps. Tout autour, des armoires avec des crânes, des colonnes vertébrales, des tibias, des humérus présentant telle ou telle particularité anatomique ; un peu partout, sur les tables, dans des vitrines, un pêle-mêle de bocaux, d'instruments, d'appareils ; l'image en cire, non encore achevée, d'une vieille femme nue et étendue dans une espèce de lit ; des bustes, parmi lesquels celui de Gall, peint en vert ».
« On connaît la figure de M. Charcot ; elle rappelle celle de Napoléon Ier : regard pénétrant ; parole brève et sentencieuse ; rien de solennel ; pose de quelqu'un qui se sait en évidence et qui ne veut pas avoir l'air de poser ; habitude de jouer un rôle prépondérant ; entourage muet, attentif et recueilli ».

### Expériences sur l'indépendance des deux hémisphères cérébraux

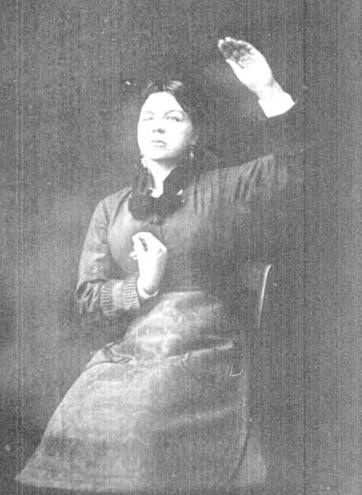
Patiente hystérique en état hémi-léthargique (à droite) et hémi-cataleptique (à gauche)

Lors de ces démonstrations, les malades passent également par des états que Charcot appelle « dimidiés », la moitié du corps en catalepsie ou en léthargie, et l'autre moitié en somnambulisme. Charcot et ses disciples font également la démonstration de phénomènes de « transfert » se rattachant à la métallothérapie qui consistent en ceci que l'aimant aurait la propriété à faire passer, chez certaines personnes extra-sensibles, de gauche à droite vice-versa, certaines manifestations unilatérales du grand hypnotisme.
Charcot et nombre de ses disciples, tels Bérillon, Ladame ou Dumontpallier considèrent que l'on peut supprimer l'activité psychique, motrice, sensorielle, d'un hémisphère cérébral, ou bien la transférer à l'aide de plaques métalliques ou par la suggestion hypnotique, dans l'autre hémisphère. Pour ces praticiens, les phénomènes hypnotiques, supposés répétables à volonté, nettement catégorisés et distribués dans des échelles fixes, sont dus à des modifications physiologiques qui se déroulent dans la matière cérébrale. Pour eux, comme le souligne Bertrand Méheust, l'être humain « est réduit à une machine ultraperfectionnée qui réagit de façon constante et régulière aux divers stimuli qui lui sont imposés. Le corps humain, la psyché humaine sont découpés en zones qui sont censées entretenir des relations constantes et prédictibles, analogues à celles qui existent entre les corps chimiques ».
Delbœuf décrit une démonstration effectuée par Binet et Féré en 1885 : « la Wittman étant mise en catalepsie à gauche, en léthargie ou en somnambulisme à droite, si l'on approche d'elle, à son insu, un aimant soit à droite, soit à gauche, on renversera ce double état, le côté droit sera mis en catalepsie et le côté gauche en léthargie ou en somnambulisme. Si on lui donne une attitude cataleptique non symétrique, elle prendra, sous l'influence de l'aimant, l'attitude inverse ».

### Lésion dynamique fonctionnelle et théorie traumatico-dissociative

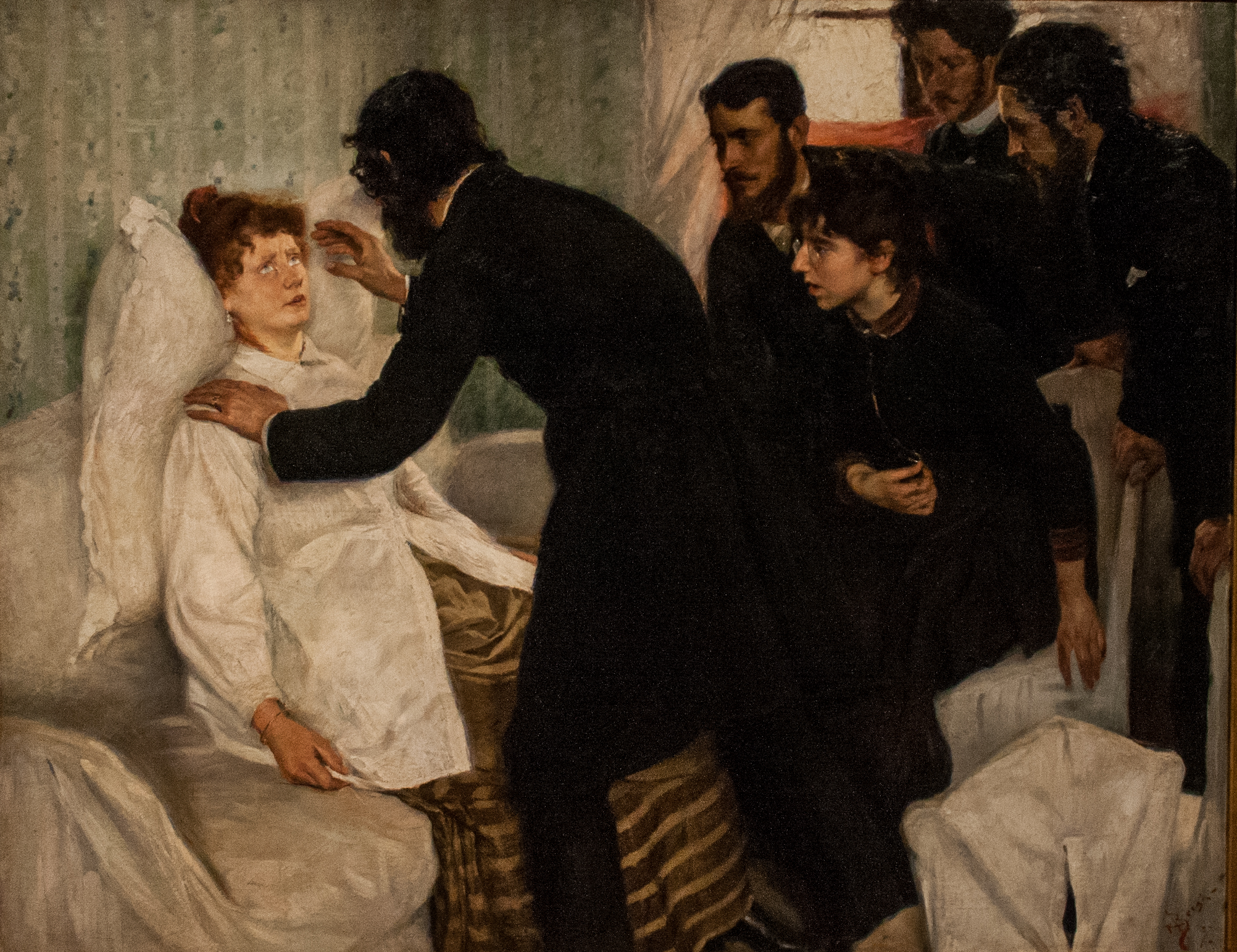
Séance d'hypnose, par Richard Bergh, 1887

À cette époque, on considère que les paralysies traumatiques sont causées par des lésions du système nerveux consécutives à un accident, bien que les Anglais Benjamin Collins Brodie en 1837 et Russel Reynolds en 1869 aient déjà montré qu'il existait des « paralysies psychiques ».
L'intérêt de Charcot pour l'hypnose est inséparable de la méthode anatomo-clinique, c'est-à-dire de l'identification des altérations anatomiques susceptibles d'expliquer les maladies nerveuses organiques. Il a recours à l'hypnose dans une perspective expérimentale pour démontrer que les paralysies hystériques ne sont pas déterminées par une lésion organique mais par ce qu'il appelle une « lésion dynamique fonctionnelle » qu'il est possible de recréer sous hypnose puis de faire disparaître. Cette notion de « lésion dynamique » représente l'aveu que dans le cas de l'hystérie il faut abandonner l'idéal d'une corrélation simple entre lésion anatomique et symptôme. Comme l'écrit Freud en 1893, « la lésion des paralysies hystériques doit être tout à fait indépendante de l'anatomie du système nerveux puisque l'hystérie se comporte comme si l'anatomie n'existait pas ».
Pour Charcot, la « lésion dynamique » doit être interprétée comme le résultat d'une association subconsciente de l'organe atteint avec le souvenir d'un événement, d'un trauma. Dès 1881, Paul Richer explique que la crise hystérique reproduit souvent un traumatisme psychique, notamment d'ordre sexuel. Sur la base de ses recherches effectuées en 1884 et 1885 sur les paralysies traumatiques, Charcot déclare que les symptômes hystériques sont dus à un « choc » traumatique provoquant une dissociation de la conscience et dont le souvenir, du fait même, reste inconscient ou subconscient. Pour Charcot, le choc nerveux consécutif au traumatisme représente une sorte d'état hypnoïde, analogue à celui de l'hypnose, qui rend possible un effet d'auto-suggestion.
Si Charcot n'utilise pas l'hypnose dans un cadre thérapeutique, pour tenter de défaire les symptômes de ses patients, il n'en pose pas moins là les bases de la théorie « traumatico-dissociative » des névroses qui sera développée par Pierre Janet, Josef Breuer et Sigmund Freud. Entre 1888 et 1889, ces derniers entreprennent de « retrouver » et « désuggérer » sous hypnose les souvenirs traumatiques de leurs patients.
En 1892, peu avant sa mort, Charcot distingue l'« amnésie dynamique », où les souvenirs oubliés peuvent être retrouvés sous hypnose, de l'« amnésie organique », où cette récupération n'est pas possible. C'est avec les travaux de la Salpêtrière que commence à se stabiliser la distinction entre névroses, auxquelles on attribue une cause psychique, et psychoses, auxquelles on attribue une cause organique.

## Polémiques avec l'École de Nancy

### La question de la suggestion

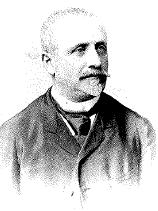
Hippolyte Bernheim.

En 1883, le médecin Hippolyte Bernheim, dans une communication devant la Société médicale de Nancy, définit l'hypnose comme un simple sommeil, produit par la suggestion et susceptible d'applications thérapeutiques. Cette déclaration équivaut à une déclaration de guerre contre les idées de Charcot, pour qui l'hypnose est un état physiologique très différent du sommeil, réservé aux individus prédisposés à l'hystérie et sans possibilité d'utilisation thérapeutique. Pour Charcot, les propriétés somatiques de l'hypnotisme peuvent en outre se développer indépendamment de toute suggestion.
Le chef de file de l'École de Nancy conteste le fait que l'hypnose soit un état pathologique propre aux hystériques. Il fait remarquer que l'on peut tout aussi bien, si on le désire, provoquer artificiellement les manifestations de la grande hystérie chez des sujets non hystériques, ou bien encore provoquer chez les hystériques des manifestations tout à fait différentes de celles décrites par Charcot. Pour lui, « ce qu'on appelle hypnotisme n'est autre chose que la mise en activité d'une propriété normale du cerveau, la suggestibilité, c'est-à-dire l'aptitude à être influencé par une idée acceptée et à en rechercher la réalisation ». Pour Bernheim et ses collègues, les patientes hystériques employées par Charcot lors de ses démonstrations sont des sujets faussés par un excès de manipulation, qui devinent inconsciemment ce qu'on attend d'elles et l'accomplissent. Elles ne font que répéter des leçons apprises à l'insu même de leurs maîtres. Dans la seconde édition de son livre, Bernheim attaque directement Charcot en déclarant : « Les observateurs de Nancy concluent de leurs expériences que tous ces phénomènes constatés à la Salpêtrière, les trois phases, l'hyper-excitabilité neuro-musculaire de la période de léthargie, la contracture spéciale provoquée pendant la période dite de somnambulisme, le transfert par les aimants, n'existent pas alors que l'on fait l'expérience dans des conditions telles que la suggestion ne soit pas en jeu… L'hypnotisme de la Salpêtrière est un hypnotisme de culture ».
Le mathématicien belge Joseph Delbœuf assiste à des expériences à la Salpêtrière en 1885 avec le philosophe Hippolyte Taine. Delbœuf n'est pas convaincu de l'existence d'une polarité magnétique corporelle. Les expériences, auxquelles il a assisté à la Salpêtrière, sont, à ses yeux, loin de présenter les garanties scientifiques requises. Il craint, comme Bernheim et Beaunis de Nancy qu'il ne s'agisse de phénomènes de suggestion ignorée de part et d'autre, dont l'expérimentateur est tout aussi dupe que le sujet.
En 1887, Edgar Bérillon crée la Revue de l'hypnotisme expérimental et thérapeutique qui devient en 1895 la Revue de l'hypnotisme et de la psychologie physiologique et continue à être publiée jusqu'en 1910. Cette revue est ouverte aux partisans des deux écoles rivales et publie des articles de Charcot, Dumontpallier, mais aussi de Bernheim ou Liébeault.
Du 6 au 10 août 1889 se tient à la Faculté de médecine de Paris le premier congrès de psychologie physiologique, dont à peu près la moitié des communications portent sur l'hypnose. Le congrès est présidé par Charcot auprès de qui on trouve trois vice-présidents : Hippolyte Taine, Valentin Magnan et Théodule Ribot. En même temps, du 8 au 12 août se déroule à l'Hôtel-Dieu le premier congrès de l'hypnotisme expérimental et thérapeutique. Ce congrès est présidé par Amédée Dumontpallier et a pour présidents d'honneur Charcot, Charles-Édouard Brown-Séquard, Paul Brouardel, Charles Richet, Eugène Azam, Cesare Lombroso et Ernest Mesnet.
Parmi les participants à ces congrès on trouve également Sigmund Freud, Joseph Delbœuf, Hippolyte Bernheim, Ambroise-Auguste Liébeault, Pierre Janet, Paul Janet, William James, Auguste Forel, Wilhelm Wundt, Moritz Benedikt, Jules Dejerine, Émile Durkheim, Frederik Van Eeden, Albert van Renterghem, Julian Ochorowicz et Frederick Myers.
Les contributions des orateurs reflètent la polémique entre les deux écoles. Ainsi, pour Dumontpallier[réf. souhaitée], « l'expérimentation démontre que l'expectante attention et la suggestion n'ont rien à faire dans certaines conditions déterminantes de l'hypnotisme. » Babinski déclare que si l'École de Paris ne conteste aucunement la réalité de la suggestion, elle soutient que la suggestion n'est pas l'unique source des phénomènes hypnotiques. Après avoir rappelé qu'il y a de nombreux moyens d'hypnotiser, Bernheim conclut quant à lui[réf. souhaitée] : « un seul élément, en réalité, intervient dans tous ces procédés divers : c'est la suggestion. Le sujet s'endort (ou est hypnotisé) lorsqu'il sait qu'il doit dormir… c'est sa propre foi, c'est son impressionnabilité psychique qui l'endort. »

### Suggestions criminelles

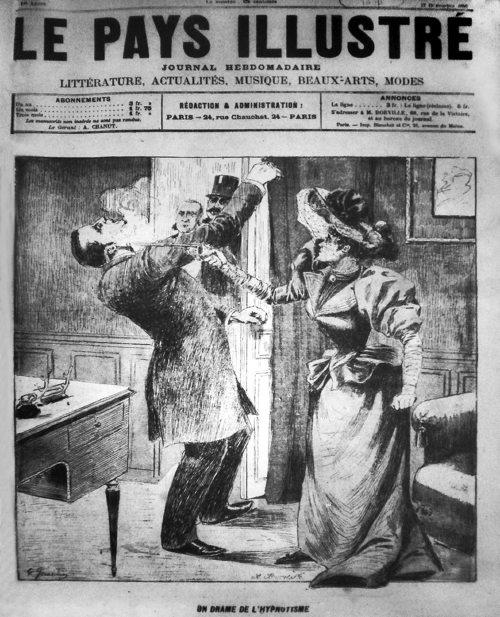
Illustration du coup de feu tiré sur Gilles de la Tourette en 1893

En 1884, un collaborateur de Bernheim, le juriste Jules Liégeois, suggère à des sujets hypnotisés de commettre des crimes, leur fournissant à cet effet des armes inoffensives. Il les amène ainsi à commettre des simulacres de meurtres. Henri Beaunis, un autre membre de l'École de Nancy, en conclut que la suggestion hypnotique fournit enfin à la psychologie l'outil d'expérimentation qui lui faisait défaut. Pour lui, l'hypnotisme constitue « une véritable méthode expérimentale ; elle sera, pour le philosophe, ce que la vivisection est pour le physiologiste ».
La majorité des membres de l'École de la Salpêtrière n'acceptent pas les conclusions que Liégeois tire de ses expériences, à savoir qu'il est possible d'amener des personnes à commettre des crimes sous hypnose. Ainsi, Gilbert Ballet déclare que les dangers des suggestions criminelles sont « plus imaginaires que réels ». En 1888, à l'occasion de l'affaire Chambige et en 1890, lors du procès de Gabrielle Bompart, l'hypnotisme fait l'objet de controverses judiciaires, certains experts admettant la possibilité de crimes en état d'hypnose, et d'autres la niant. En 1893, une jeune femme, prétextant qu'elle a été hypnotisée par Gilles de la Tourette à distance et contre son gré, lui tire trois balles de revolver, dont une le blesse grièvement à la tête.
Pour Liégeois, « le somnambule peut être, sans le savoir, rendu auteur inconscient d'actes délictueux ou criminels, même de meurtres et d'empoisonnements ». Binet et Féré, « dissidents » de l'école de Charcot, apportent leur soutien à Liégeois. Ainsi, Féré écrit que « l'hypnotique peut devenir un instrument de crime d'une extrême précision, et d'autant plus terrible qu'immédiatement après l'accomplissement de l'acte, tout peut être oublié, l'impulsion, le sommeil et celui qui l'a provoqué ». De nombreux hypnotistes souscrivent à ces vues, parmi lesquels Ladame, Forel, Pitres, Dumontpallier, Bérillon, Jules Voisin et Krafft-Ebing. Dans le même ordre d'idées, la croyance que l'on peut hypnotiser un sujet contre son gré ou à son insu est partagé vers 1890 par de nombreux praticiens de l'hypnose.

### L'amnésie post-hypnotique
Alors que Charcot faisait de l'amnésie post-hypnotique une composante nécessaire du grand hypnotisme, Bernheim montre que l'amnésie des suggestionnés peut être levée. Delbœuf montre quant à lui que l'amnésie, loin d'être spontanée, est elle-même le résultat de l'attente du suggestionneur. Il affirme que « le souvenir et le non-souvenir ne sont que des faits accidentels, sans valeur caractéristique ».

## Polémiques avec les magnétiseurs

### James Braid, le père fondateur?

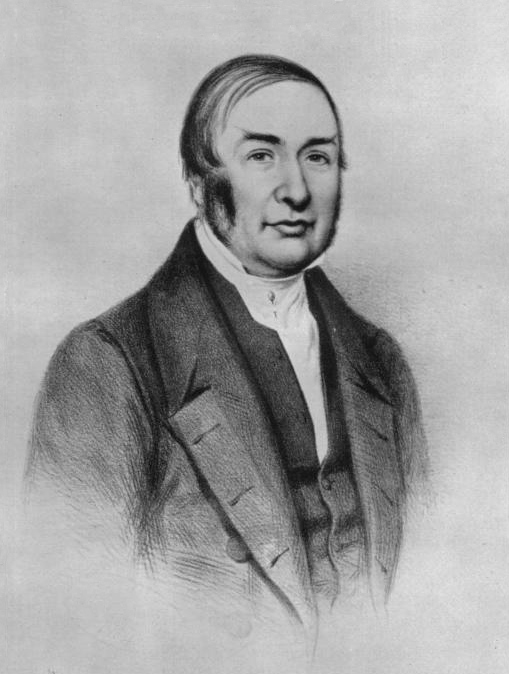
James Braid

Les disciples de Charcot disent avoir dépouillé le magnétisme animal de son aura de mystère, des chimères inventées par les magnétiseurs, pour le réduire à ce qu'il est vraiment : un phénomène nerveux, une « maladie du sommeil ». Ils reconnaissent dans Braid le père fondateur de l'hypnotisme scientifique, considérant que sa rupture avec le fluide et la phénoménologie fantastique des magnétiseurs constitue une véritable coupure épistémologique. Ainsi, Cullerre déclare que l'œuvre de Braid « devait compléter la défaite du magnétisme animal et faire entrer l'étude des phénomènes magnétiques d'une authenticité reconnue dans une voie décidément scientifique ». Ferdinand Bottey déclare quant à lui que la magnétisme animal « a cessé d'exister depuis que Braid, en 1843, a porté au mesmérisme et au fluidisme le coup décisif qui les a à jamais tués ».
À propos de cette prétendue « coupure épistémologique », le magnétiseur public Alfred D'Hont ironise : « Beaucoup de découvertes ou d'innovations prétendues consistent tout uniment dans l'emploi d'une étiquette inédite (…). Grâce à Braid et à sa nouvelle méthode expérimentale, grâce surtout au nouveau mot qu'il jeta comme de la poudre aux yeux des savants officiels, ceux-ci accueillirent favorablement des faits qu'ils avaient autrefois repoussés sous le nom de magnétisme et de somnambulisme ». Les magnétiseurs reçoivent en outre le soutien du philosophe belge Joseph Delbœuf qui affirme que les hypnotiseurs leur doivent tout ce qu'ils savent.

### Deux conceptions de la raison
Pour les hypnotistes, le conflit qui oppose les magnétistes à l'institution médicale met face à face les lumières de la raison et les ténèbres de l'occultisme, alors que les magnétiseurs considèrent que ce sont deux conceptions différentes de la raison qui s'opposent. À leurs yeux, la raison n'a pas le droit d'exclure des faits au nom d'une idée prédéterminée du possible et de l'impossible. Pour leurs adversaires, en revanche, certains phénomènes magnétiques contredisent l'ordre de la nature et on perd donc son temps à les étudier.
Les hypnotistes prétendent, grâce à des expériences menées selon de stricts protocoles en milieu hospitalier, avoir dégagé le « noyau rationnel » de l'ancien magnétisme des concrétions fantastiques dont leurs prédécesseurs l'avaient recouvert. « Le terme « hypnotisme », remplaçant celui de magnétisme, signale donc une purification, ou une prise en main enfin scientifique, mais le « phénomène » est, quant à lui, censé rester le même, ce qui en a été éliminé n'étant que croyances parasites ». Dans son Histoire de l'hypnotisme expérimental, Edgar Bérillon déclare: « Comme toutes les sciences, avant d'entrer dans la voie scientifique, l'hypnotisme a traversé une période d'empirisme. Si la chimie et l'astronomie ont eu pour devancières l'alchimie et l'astrologie, l'hypnotisme a eu comme précurseur le magnétisme animal ». Alfred Binet et Charles Féré opposent quant à eux « l'histoire merveilleuse du magnétisme animal… aux faits positifs de l'hypnotisme ». Les tenants de l'hypnotisme stigmatisent les magnétiseurs pour leur goût immodéré pour le surnaturel, leur absence de méthode, leur précipitation et leur naïveté. En montrant le caractère préscientifique des travaux des magnétiseurs, ils font ressortir, par contraste, le sérieux et la solidité de la nouvelle hypnologie.
De leur côté, les héritiers de Mesmer et Puységur accusent Charcot et ses disciples de sélectionner dans la phénoménologie du « somnambulisme magnétique » ce qui correspond à leurs présupposés idéologiques, laissant de côté les dimensions de l'esprit humain que le scientisme et le positivisme dominants sont incapables d'intégrer. Parmi ces dimensions, on trouve notamment les phénomènes de « lucidité magnétique » qui désignent la capacité manifestée par certains somnambules, à certains moments privilégiés, de recevoir de l'information en paraissant s'affranchir de tous les canaux sensoriels connus. Pour eux, le prétendu « noyau rationnel » dégagé par les hypnotistes n'est qu'un résidu appauvri, pathologisé, obtenu par des pratiques brutales et primitives, et notamment par un usage irresponsable des suggestions. L'enjeu du débat est de savoir si, en état somnambulique (ou hypnotique), les sujets sont plongés dans un état d'automatisme et de conscience amoindrie ou bien si, au contraire, comme l'ont toujours prétendu les magnétiseurs, ils accèdent à des facultés nouvelles et à une présence au monde plus intense.

### Interdictions de pratique
Lors du Premier congrès international de l'hypnotisme de 1889, Charcot et le neurologue genevois Paul-Louis Ladame, entre autres, obtiennent par un vote l'interdiction de l'usage du magnétisme en arguant que les pratiques des magnétiseurs conduisent à des effets très dangereux pour la santé et l'ordre public. Cette même année, Gilles de la Tourette souhaite que l'on prenne des dispositions légales pour assimiler le magnétisme sous toutes ses formes à de l'escroquerie. Les pratiques des magnétiseurs tomberaient sous le coup de la loi de Ventôse, An XI, article 35 en tant qu'exercice illégal de la médecine.
La polémique entre Ladame et Delbœuf illustre bien le débat. Pour le premier, on devrait faire interdire les séances publiques des magnétiseurs par des mesures de police, réglementer la pratique de l'hypnose en la restreignant aux seuls médecins et rendre obligatoire l'enseignement de l'hypnotisme dans les facultés de psychiatrie. Delbœuf quant-à-lui déclare que sous couvert de l'éthique, les médecins qui suivent Ladame cherchent en fait à monopoliser la pratique de l'hypnotisme, source substantielle de revenus et de pouvoir et que la mise en avant des dangers de l'hypnotisme est dictée par un présupposé théorique erroné.
Du 21 au 26 octobre 1889, se tient le Congrès international sur le magnétisme, au cours duquel les travaux de Charcot font l'objet de commentaires acerbes. Les magnétiseurs reprochent également aux aliénistes leur manque de respect pour leurs malades. Ainsi, le magnétiseur tardif Auguste Leroux stigmatise « les faiseurs d'expériences (…) qui ont transformé les hôpitaux en laboratoires et réduit les malades à la condition des chiens, des lapins et des cochons d'Inde ». Pour Leroux, les pratiques des médecins sont bien plus nocives que celles des magnétiseurs, et cela à cause de l'extrême dépendance dans laquelle les malades se trouvent vis-à-vis des médecins qui détiennent de l'Institution un pouvoir quasi discrétionnaire.

## Postérité de l'École de la Salpêtrière

### Victoire de Nancy et déclin de l'hypnose

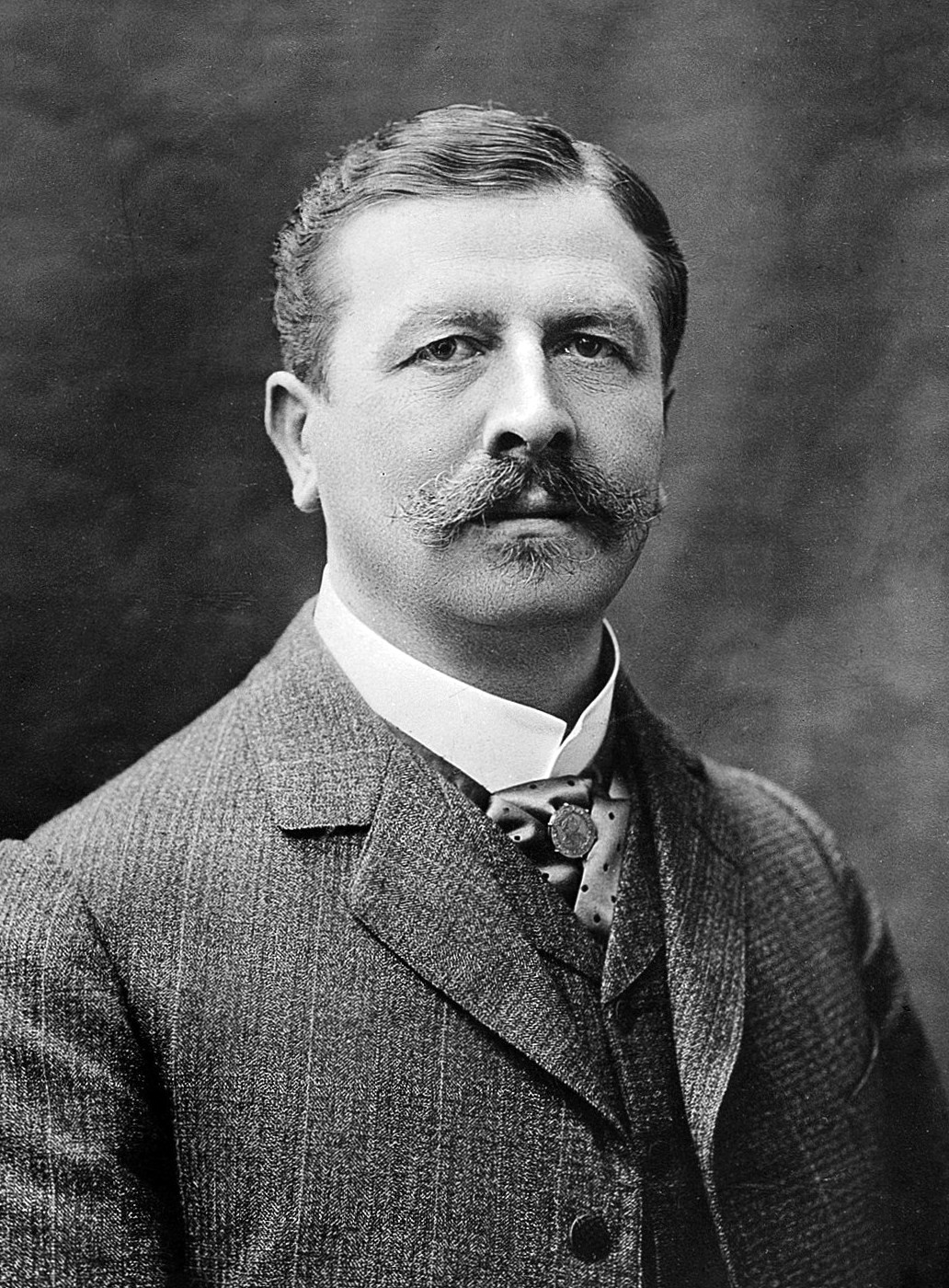
Joseph Babinski.

Après la mort de Charcot en 1893, Joseph Babinski remplace la conception de l'hystérie héritée de son maître par celle de pithiatisme (du grec πειθώ, peitho, « persuasion » et ιατος, iatos, « guérissable ») pour désigner « l'état pathologique se manifestant par des troubles qu'il est possible de reproduire par suggestion, chez certains sujets, avec une exactitude parfaite, et qui sont susceptibles de disparaître sous l'influence de la persuasion (contre-suggestion) seule ». De ce fait il exclut l'hystérie du champ scientifique de la neurologie. Même s'il ne l'admet pas ouvertement, celui qui avait été le disciple fidèle de Charcot, se rapproche des positions de Bernheim et va même jusqu'à faire la démonstration que les crises d'hystéries et les fameux « stigmates » qui les accompagnent peuvent être provoqués par la suggestion.
Bernheim continue cependant à mettre en avant les différences qui l'opposent à Babinski en soulignant que ce dernier ne reconnait le pouvoir de la suggestion que pour le pithiatisme alors que Bernheim lui reconnait le pouvoir d'agir sur des fonctions physiologiques ne relevant pas du système volontaire. En 1903, Bernheim affirme que l'on ne peut pas distinguer l'hypnose de la suggestibilité et déclare « la suggestion est née de l'ancien hypnotisme comme la chimie est née de l'alchimie ». Il abandonne progressivement l'hypnose, soutenant que ses effets peuvent tout aussi bien être obtenus à l'état de veille par la suggestion, selon une méthode qu'il désigne du nom de psychothérapie. Dans son dernier livre, publié en 1917, il nie l'existence d'un « état hypnotique » et affirme que les différents phénomènes hypnotiques peuvent être provoqués chez des individus suggestibles par suggestions verbales à l'état de veille. Il déclare : « Il n'y a pas d'hypnotisme, il n'y a que de la suggestibilité ».
Les travaux de Bernheim et Babinski convergent en ce qu'ils font disparaitre la spécificité de l'hypnose : pour le premier en l'assimilant purement et simplement à la suggestion et pour le second en procédant à son fameux « démembrement » de l'hystérie.
La pratique de l'hypnose est en outre frappée d'interdit par Wilhelm Wundt, le père fondateur de la psychologie expérimentale, qui considère qu'hypnotisme et occultisme sont étroitement liés et qui affirme que « les suites fâcheuses que laisse après elle l'habitude de l'hypnose […] se manifestent dans l'amoindrissement de la résistance nerveuse et morale ».

### Pierre Janet
En 1889, Pierre Janet soutient à la Sorbonne une thèse de doctorat en philosophie consacrée à "L'automatisme psychologique" (Automatisme (psychologie). Il y déclare que « les somnambules peuvent […] prendre tous les caractères psychologiques possibles, pourvu que ce ne soient pas exactement ceux de leur état normal » et que « le somnambulisme est une existence seconde qui n'a pas d'autres caractères que d'être seconde ». À partir de 1883, alors professeur de philosophie au Havre, Janet s'occupe bénévolement des malades psychiatriques du docteur Gibert. C'est à cette époque qu'il réalise avec son frère, Jules Janet, des expériences sur la malade Léonie Leboulanger. En 1885 et 1886, ces expériences sont présentées à la Société de Psychologie Physiologique, présidée par Charcot, par l'oncle de Janet, le philosophe Paul Janet. En 1890, Charcot confie à Pierre Janet la direction du laboratoire de psychologie expérimentale de la Salpêtrière, et en 1893, Janet écrit sa thèse de médecine, Contribution à l'étude des accidents mentaux chez les hystériques.
Après la mort de Charcot, Janet est l'un des seuls à continuer à s'intéresser à l'hypnose, estimant que le désintérêt pour ce phénomène n'est qu'« un accident momentané dans l'histoire de la psychothérapie ». Cependant, il finit lui aussi par abandonner ses travaux sur l'hystérie et le somnambulisme en 1910.
Janet fait remarquer que les descriptions de l'hystérie et de l'hypnose faites par Charcot reposaient sur un nombre très restreint de malades. Selon lui, Charcot n'a jamais hypnotisé personne. Ce sont ses disciples qui ont sélectionné et préparé pour le maître un petit groupe de malades intéressantes (pas plus d'une douzaine) en se faisant aider par des magnétiseurs. En outre, il souligne que les trois stades de l'hypnotisme de Charcot étaient en réalité le résultat d'un entraînement subi par les malades et que, comme l'histoire du magnétisme animal était tombée dans l'oubli, Charcot croyait que tout ce qu'il avait observé chez ses hypnotisés étaient des découvertes nouvelles, alors que la plupart étaient connues depuis la fin du XVIIIe siècle. Ainsi, par exemple, les phénomènes d'amnésie post-hypnotique avaient déjà été observés par Puységur avant la Révolution française. À propos des magnétiseurs, Janet va même jusqu'à écrire : « Nous avons la conviction, que nous n'espérons pas faire partager, qu'il y avait parmi eux de véritables savants d'autant plus dévoués à leur science, qu'ils ne pouvaient obtenir d'elle ni gloire ni avantages d'aucune sorte. Ils ont consacré leur vie à des travaux que nous pouvons à peine soupçonner, à des phénomènes extrêmement longs et délicats dont le petit hypnotisme d'aujourd'hui ne donne aucune idée ».

### Sigmund Freud
Sigmund Freud, financé par une bourse de voyage de la faculté de médecine de Vienne, passe quatre mois à la Salpêtrière du 20 octobre 1885 au 23 février 1886. Il assiste aux expériences de Charcot sur les paralysies hystériques et est impressionné par l'idée qu'une représentation inconsciente puisse être la cause de troubles moteurs. De retour à Vienne, il fait une conférence sur l'hystérie masculine qui provoque des réactions perplexes de la part de ses collègues médecins. On sait notamment que le neurologue allemand Carl Westphal avait exprimé sa profonde inquiétude sur la tournure que prenaient les travaux de Charcot sur l'hystérie.
En décembre 1887, Freud annonce à Wilhelm Fliess qu'il s'est plongé dans l'hypnotisme et qu'il a déjà obtenu « toutes sortes de succès petits mais surprenants » et en 1888 il publie la traduction du livre de Bernheim De la suggestion et de ses applications thérapeutiques. Dans sa préface à cette traduction, il définit la suggestion comme « une représentation consciente introduite dans le cerveau de l'hypnotisé par une influence extérieure et qui a été acceptée par lui comme s'il s'agissait d'une représentation surgie spontanément ».
En 1889, il rend visite à Bernheim et Liébeault à Nancy en compagnie de sa patiente Anna von Lieben. Cette même année, il décide d'appliquer la méthode de Janet sur la désuggestion des souvenirs traumatiques des patients sous hypnose, elle-même fondée sur la théorie traumatico-dissociative de Charcot. En mai 1889 il entame le traitement d'Emmy von M et passe pour la première fois à la méthode cathartique de Breuer, dans laquelle l'hypnose n'est plus employée à des fin de suggestion directe, comme un instrument permettant d'imprimer une représentation dans le cerveau du patient, mais où le patient peut, grâce à l'hypnose, se souvenir du trauma passé et le revivre affectivement. Freud souligne que « la remémoration dénuée d'affect est presque toujours sans effet ; le processus psychique qui avait surgi originellement doit être répété de manière aussi vivante que possible ».
Dans la querelle entre la Salpêtrière et Nancy au sujet du caractère suggéré ou non de la « grande hystérie », Freud prend position en faveur de Charcot. Ainsi, en 1921, il fait part de sa « révolte contre le fait que la suggestion, qui expliquerait tout, devrait elle-même être dispensée d'explication ». Cependant, dans une lettre à Roback en 1930, il admet avoir toujours oscillé entre les conceptions des deux écoles: « En ce qui concerne l'hypnotisme, j'ai pris parti contre Charcot et je n'ai pas été non plus entièrement d'accord avec Bernheim ».
Dès l'automne 1892, Freud délaisse progressivement l'hypnose proprement dite au profit de la « Druckprozedur », technique hypnotique indirecte héritée de Bernheim et Heidenhain, qui consiste à presser sur le front des patients et à leur demander d'évoquer une idée ou une image. En 1893, Freud célèbre Charcot pour avoir fait de l'hystérie et de l'hypnose des phénomènes « objectifs » qu'il est rationnel et respectable d'étudier. Au début de l'année 1895, Freud cesse d'avoir recours à l'hypnose. En 1917, il déclare que « la psychanalyse proprement dite ne date que du jour où on a renoncé à avoir recours à l'hypnose ».

### Aujourd'hui
Les théoriciens de l'hypnose dénoncent aujourd'hui unanimement la rigidité du moule théorique, propre au scientisme de la fin du XIXe siècle, proposé par Charcot pour décrire les phénomènes hypnotiques. Ils montrent la complexité, le caractère mouvant de ces phénomènes. Ils confirment en cela les observations de magnétiseurs tels Bertrand ou Deleuze qui ont eu très tôt conscience du caractère protéiforme des faits hypnotiques. C'est précisément parce qu'ils ont dépassé l'empirisme « vulgaire » des magnétiseurs et qu'ils font de la science que les hypnotistes se sont fait piéger. Ainsi, Bertrand Méheust, historien du magnétisme et de l'hypnotisme, considère que « Le présupposé de base du scientisme, selon lequel il faut violenter la nature pour lui arracher ses secrets, est certainement efficace lorsqu'il s'agit d'étudier le monde inanimé, mais il devient inopérant dès que l'on prend pour objet d'étude l'interaction entre des êtres sentants, pensants et aimants. Pire, il conduit l'hypnotisme à un désastre épistémologique » car les hypnotistes tombent dans le piège de la suggestion, « qu'ils croient connaître et maîtriser, mais dont ils ignorent les formes les plus subtiles ». L'historien Henri Ellenberger a souligné l'« extraordinaire imprudence » de Charcot qui allait jusqu'à discuter les cas en présence des malades eux-mêmes et a insisté sur l'atmosphère de suggestion réciproque qui régnait dans le service de neurologie. Selon l'historienne Jacqueline Carroy, l'hystérie de Charcot relève essentiellement d'une « hystérie de culture ».

## Bibliographie

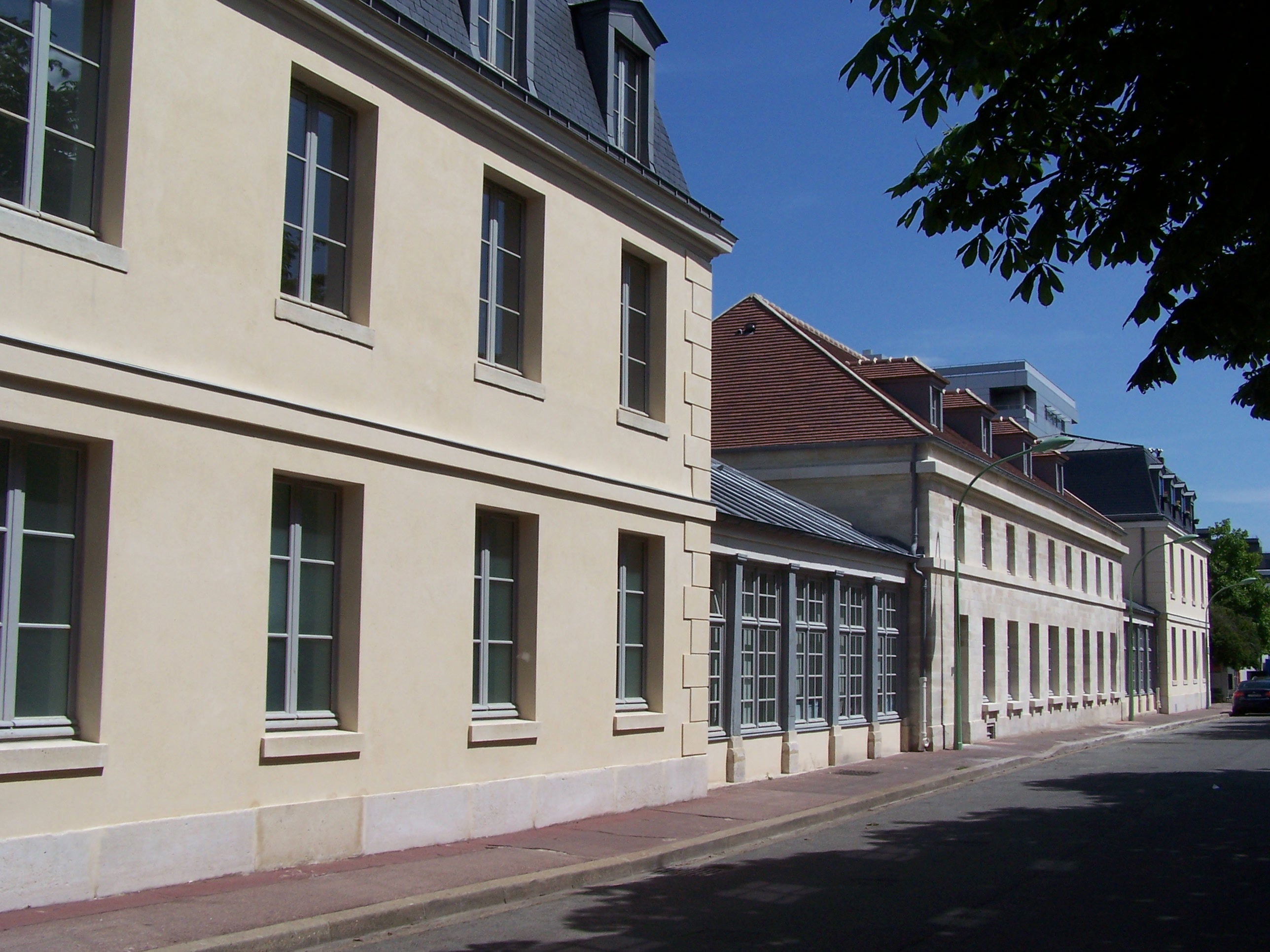
Les bâtiments historiques restaurés de l'École de la Salpêtrière

### Époque de l'École de la Salpêtrière

#### Membres de l'École de la Salpêtrière
- Jean Martin Charcot, Leçons cliniques sur les maladies des vieillards et les maladies chroniques, 1868.
- Désiré-Magloire Bourneville et Paul Regnard, Iconographie photographique de la Salpêtrière, 1875 - 1879
- Amédée Dumontpallier, « Rapport fait à la Société de biologie sur la métalloscopie du docteur Burq », 1877
- Amédée Dumontpallier, « Second rapport fait à la Société de biologie sur la métalloscopie et la métallothérapie du docteur Burq », 1878
- Paul Richer, Études cliniques sur l'hystéro-épilepsie ou grande hystérie, Paris, Delahaye et Lecrosnier, 1881 Texte en ligne
- Jean Martin Charcot, Sur les divers états nerveux déterminés par l'hypnotisation chez les hystériques, 1882
- Paul Brémaud, Des différentes phases de l'hypnotisme et en particulier de la fascination, Paris, le Cerf, 1884
- Joseph Babinski, Étude anatomique et clinique sur la sclérose en plaques, Paris, 1885
- Joseph Babinski, Recherches servant à établir que certaines manifestations hystériques peuvent être transférées d'un sujet à l'autre sous l'influence de l'aimant, Paris, Delahaye et Lecrosnier, 1886
- Alfred Binet, La psychologie du raisonnement : recherches expérimentales par l'hypnotisme, 1886
- Pierre Janet « Notes sur quelques phénomènes de somnambulisme », Bulletins de la Société de Psychologie physiologique, vol. 1, 1885 (p. 24-32). Repris dans la Revue philosophique de France et de l'Étranger, 21, 1886, (p. 190-198)
- Pierre Janet « Deuxième note sur le sommeil provoqué à distance et la suggestion mentale pendant l'état somnambulique », Revue philosophique de France et de l'Étranger, 22, 1886, p. 212-223
- Georges Gilles de La Tourette, L'hypnotisme et les états analogues au point de vue médico-légal, Paris, 1887
- Georges Gilles de La Tourette et Paul Richer, Article « Hypnotisme », Dictionnaire encyclopédique des sciences médicales, 1887 texte en ligne
- Jean Martin Charcot, Leçons sur les maladies du système nerveux, 1887
- Jean Martin Charcot et Paul Richer, Les démoniaques dans l'art, Delahaye et Lecrosnier, 1887
- Alfred Binet et Charles Féré, Le Magnétisme Animal, 1887
- Paul Regnard, Les maladies épidémiques de l'esprit, Paris, 1887
- Jean Martin Charcot et Paul Richer, Les difformes et les malades dans l'art, Lecrosnier et Babé, 1889
- Pierre Janet, L'automatisme psychologique, Paris, Felix Alcan, 1889
- Georges Gilles de La Tourette, Traité clinique et thérapeutique de l'hystérie d'après l'enseignement de la Salpêtrière, Paris, Plon, 1891
- Jean Martin Charcot, « Sur un cas d'amnésie rétro-antérograde, probablement d'origine hystérique », Revue de Médecine, 1892
- Paul Richer, Paralysies et contractures hystériques, 1892
- Pierre Janet, L'état mental des hystériques, 1892
- Jean Martin Charcot, La foi qui guérit, Archives de Neurologie, 1893
- Charles Féré, « J.M. Charcot et son œuvre », Revue encyclopédique, 1894, p. 108-115
- Jules Luys, Nouvelles recherches sur les facultés réactionnelles des sujets mis en état d'hypnotisme, Clermont-sur-Oise, 1896
- Joseph Babinski et Jules Froment, Hystérie-pithiatisme et troubles nerveux d'ordre réflexe en neurologie de guerre, Paris, 1917
- Pierre Janet, « J. M. Charcot. Son œuvre psychologique. », Revue Philosophique, Vol. 39, 1895 p. 569-604
- Joseph Babinski, « Définition de l'hystérie », Revue neurologique, 1901
- Pierre Janet, La médecine psychologique, 1923
- Achille Souques, « Charcot intime », Presse médicale, 27 mai 1925, p. 693-698

#### Membres de l'École de Nancy
Pour une bibliographie détaillée, se référer à l'article École de Nancy.

#### Magnétiseurs
Pour une bibliographie détaillée, se référer à l'article Magnétisme animal.

#### Autres auteurs
- (en) Benjamin Collins Brodie, Lectures Illustrative of Certain Local Nervous Affections, Londres, Longmans, 1837
- James Braid, Neurhypnologie, Traité du sommeil nerveux ou hypnotisme, 1843 (traduit en français en 1883).
- Pierre Briquet, Traité clinique et thérapeutique de l'hystérie, Paris, Baillière, 1859
- Joseph Durand (de Gros), Cours théorique et pratique du Braidisme, ou hypnotisme nerveux, 1860
- Charles Lasègue, « Des catalepsies partielles et passagères », Archives Générales de Médecine, 1865
- (en) Russel Reynolds, « Remarks on Paralyses and other Disorders of Motion and Sensation dependent on Ideas », British Medical Journal, 1869
- Charles Richet, « Le somnambulisme provoqué », Journal d’Anatomie et de Physiologie Normale et Pathologique, 11, 1875, p. 348-378
- Victor Burq, Des origines de la métallothérapie, 1882
- Joseph Delbœuf, Une visite à la Salpêtrière, 1886
- Joseph Delbœuf, « De l'influence de l'imitation et de l'éducation dans le somnambulisme provoqué », Revue Philosophique, 1886, p. 146-171
- Alexandre Cullerre, Magnétisme et hypnotisme : exposé des phénomènes observés pendant le sommeil nerveux provoqué, Paris, 1886
- Henri Bergson, « Simulation inconsciente dans l'état d'hypnotisme », Revue Philosophique, XXII, 1886, p. 525-531
- (it) Guilio Campili, Il Grande Ipnotismo e la suggestione ipnotica nei rapporti col diritto penale e civile, Turin, 1886
- Julian Ochorowicz, De la suggestion mentale, Paris, 1887 (préface de Charles Richet)
- A. Baréty, Le magnétisme animal étudié sous le nom de force neurique rayonnante et circulante, Paris, 1887
- Eugène Azam, Hypnotisme, double conscience et altérations de la personnalité, Paris, Baillière, 1887
- Jules Janet, « L'hystérie et l'hypnotisme, d'après la théorie de la double personnalité », Revue scientifique, 1888
- Sigmund Freud, « Hystérie », 1888
- (de) Max Dessoir, Bibliographie des modernen Hypnotismus, Berlin, Dünker, 1888
- (de) Auguste Forel, Der Hypnotismus und seine strafechtliche bedeutung, Berlin & Leipzig, Guttentag, 1888
- (de) Paul Julius Möbius, « Über den Begriff des Hysterie », Zentralblatt für Nervenheilkunde, XI, 1888
- (de) Eugen Bleuler, Zur Psychologie der Hypnose, 1889
- (de) Albert Moll, Der Hypnotismus, Berlin, Kornfeld, 1890
- (en) William James, Hypnotism: Modes of operating and susceptibility, 1890
- L.-R. Régnier et de Grandchamps, Histoire de l'hypnotisme, 1890
- Wilhelm Wundt, Hypnotisme et suggestion, 1892
- Albert de Rochas d'Aiglun, Les états profonds de l'hypnose, Paris, 1892
- (de) Sigmund Freud, « Charcot », Wiener medizinische Wochenschrift, 1893, p. 1513-1520
- (de) Richard von Krafft-Ebing, Hypnotische Experimente, Stuttgart, Enke, 1893
- (ru) A. Lyubimov, Profesor Sharko, Nautshno-biografitshesky etiud, Saint-Pétersbourg, 1894
- (de) Moritz Benedikt, Hypnotismus und Suggestion, Leipzig, Breitenstein, 1894
- Sigmund Freud et Joseph Breuer, Études sur l'hystérie, 1895
- L. Martin, Le Magnétisme humain en face de l'hypnotisme, l'action curative à distance, Paris, 1907

#### Comptes-rendus de congrès
- « Congrès international de psychologie physiologique », Revue philosophique, 1889, p. 539-546
- Premier congrès international de l'hypnotisme expérimental et thérapeutique, Paris, comptes rendus publiés par Edgar Bérillon, Doin, 1890
- Congrès international de 1889. Le magnétisme humain appliqué au soulagement et à la guérison des malades, Rapport général, Paris, Georges Carré, 1890
- (en) International Congress on Experimental Psychology. Second session, Londres, Williams and Norgate, 1892

### Études contemporaines
- Georges Guillain, J.M. Charcot (1835-1893). Sa vie, son œuvre, Paris, Masson, 1955
- Henri F. Ellenberger, Histoire de la découverte de l'inconscient, 1970
- Jacques Nassif, Freud, l'inconscient, Galilée, 1977
- Georges Didi-Huberman, Invention de l'hystérie. Charcot et l'iconographie photographique de la Salpêtrière, Macula, 1982
- Gérard Wajeman, Le Maître et l'hystérique, Navarin, 1982
- Léon Chertok, Résurgence de l'hypnose, 1984
- Mikkel Borch-Jacobsen et Léon Chertok, Hypnose et psychanalyse, Dunod, 1987
- Léon Chertok et Isabelle Stengers, Le cœur et la raison. L'hypnose en question de Lavoisier à Lacan, Payot, 1989
- Jacqueline Carroy, Hypnose, suggestion et psychologie. L'invention de sujet, Paris, PUF, 1991
- Daniel Bougnoux (Dir.), La suggestion. Hypnose, influence, transe, Les empêcheurs de penser en rond, 1991
- François Duyckaerts, Joseph Delbœuf philosophe et hypnotiseur, 1992
- Jean Thuillier, Monsieur Charcot de la Salpêtrière, Robert Laffont, 1993
- Bertrand Méheust, Somnambulisme et médiumnité, Les Empêcheurs de penser en rond, 1999
- Serge Nicolas, « L'école de la Salpêtrière en 1885 », Psychologie et Histoire, 2000, Vol. 1, 165-207, article disponible en ligne
- Mikkel Borch-Jacobsen, Folies à plusieurs. De l'hystérie à la dépression, 2002
- Isabelle Stengers, L'hypnose entre magie et science, 2002
- Jean-Claude Dupont, Les génies de la science. Charcot à la conquête du cerveau, Novembre 2008 - Janvier 2009